# Кипенко Дмитро Олександрович
Дмитро Олександрович Кипенко (20 листопада 2002 — 25 лютого 2022, м. Мелітополь, Запорізька область, Україна) — український військовослужбовець, солдат Національної гвардії України, учасник російсько-української війни. Кавалер ордена «За мужність» III ступеня (2022, посмертно).

## Життєпис
Служив водієм 3-го взводу оперативного призначення роти оперативного призначення (на автомобілях) 1-го батальйону оперативного призначення. Загинув 25 лютого 2022 року, близько 11-ї години під час виконання бойового завдання у м. Мелітополь на Запоріжжі (отримав поранення, несумісні з життям).
6 квітня 2022 року похований на міському кладовищі м. Богодухів на Харківщині.

## Військові звання
- солдат.

## Нагороди
- орден «За мужність» III ступеня (28 лютого 2022, посмертно) — за особисту мужність і самовіддані дії, виявлені у захисті державного суверенітету та територіальної цілісності України, вірність військовій присязі[1].